# Артуро Ямасакі
Артуро Ямасакі Мальдонадо (ісп. Arturo Yamasaki Maldonado; 11 травня 1929 — 23 липня 2013) — перуанський і мексиканський футбольний арбітр японського походження. Один з найвідоміших футбольних арбітрів світу 1960-х і першої половини 1970-х років.

## Біографія
Артуро Ямасакі народився в Перу в сім'ї мігрантів з Японії. Кар'єру футбольного арбітра почав досить пізно — у 28 років, до того він працював вчителем фізкультури. Через три роки отримав статус арбітра ФІФА.
Серед найважливіших матчів на клубному рівні в послужному списку Артуро Ямасакі став вирішальний фінальний матч Кубка Лібертадорес 1965, гра Міжконтинентального кубка того ж року між «Інтернаціонале» і «Індепендьєнте», обслуговування шести ігор в рамках чемпіонату Південної Америки 1963 року та матчів Олімпійського футбольного турніру 1968 року в Мексиці.
На чемпіонатах світу дебютував в 1962 році. У півфінальній грі збірних Бразилії і господарів турніру, Чилі, вилучив по одному гравцю в обох командах — Гаррінчу і Оноріно Ланду. Після гри стався безпрецедентний випадок: видалення Гаррінчі було визнано необґрунтованим, і йому дозволили грати у фіналі, також, як і чилійцеві.
У 1966 році Ямасакі працював на дуже складному матчі чемпіонату світу між збірними Англії та Франції, що завершився перемогою англійців (господарів і майбутніх чемпіонів з рахунком 2:0. Крім того, ще в трьох зустрічах Ямасакі взяв участь в якості бокового арбітра.
У тому ж році Ямасакі вирішив переїхати в Мексику — про це його попросив старий приятель італійський інструктор футбольних суддів Дієго ді Лео, — і з 1968 року став представляти мексиканську футбольну федерацію (і КОНКАКАФ) на міжнародній арені.
У 1970 році працював на одному з найбільш видатних матчів в історії футболу, що отримав назву «Матч століття» — між збірними Італії і ФРН. Це був матч півфіналу турніру, другого в кар'єрі Ямасакі. У цій грі мексикано-перуанський суддя кілька разів не наважився призначити пенальті у кількох очевидних випадках. Сама гра завершилася в додатковий час з рахунком 4:3 на користь італійської команди.
У 1975 році Ямасакі завершив кар'єру арбітра і став працювати в структурах Федерації футболу Мексики. У 1978 році Артуро Ямасакі отримав від ФІФА нагороду за особливі заслуги — FIFA Special Award.
З 2003 по 2006 рік очолював арбітражний комітет ФФМ. В 2008 році висловлював бажання очолити аналогічний комітет у перуанській федерації футболу, однак пропозиції від цієї організації не було.
Артуро Ямасакі помер у Мехіко 23 липня 2013 року у віці 84 років.

## Кар'єра
Судив наступні матчі:
- Півфінал чемпіонату світу 1962 року ( Чилі —  Бразилія)
- Фінал Кубка Лібертадорес 1965 року (всі три гри)
- Міжконтинентальний кубок 1965 року (матч-відповідь)
- Півфінал чемпіонату світу 1970 року ( Італія —  ФРН)

Турніри:
- Чемпіонат світу 1962 (1 гра, півфінал)
- Чемпіонат Південної Америки 1963 (6 ігор)
- Чемпіонат світу 1966 (1 гра)
- Чемпіонат Південної Америки 1967 (2 гри у відбірковій стадії, що пройшли в 1966 році[4])
- Олімпійські ігри 1968 (2 гри)
- Чемпіонат світу 1970 (1 гра, півфінал)